# Parietalia
Paritalia − parzyste skleryty na głowie larw niektórych owadów.
Pierwotnie paritalia stanowią boczne skleryty puszki głowowej, rozdzielone u góry szwem koronalnym. Z przodu odgraniczone są szwem czołowym, a z tyłu szwem potylicznym. Na każdym z nich leży po jednym czułku, oku złożonym i oczku bocznym. W większości przypadków górne części obu parietaliów zlewają się w ciemię, zaś boczne, położone pod lub za oczami formują policzki.
Parietalia zachowały się u larw niektórych grup. Położone są grzbietowo, między regionem czołowym a potylicznym. Występują m.in. u larw chruścików i chrząszczy z rodziny biegaczowatych.
U larw biegaczowatych parietalia obejmują pierścień wokół czułków, wzgórki oczne i podgębie (hypostom).